# Viện Giáo dục, Khoa học và Công nghệ Liên bang Bahia
Viện Giáo dục, Khoa học và Công nghệ Liên bang Bahia là một tổ chức cung cấp giáo dục cao cấp và chuyên nghiệp theo hình thức đa khóa học. Đây là một tổ chức giáo dục đa cơ sở, chuyên trách trong việc cung cấp giáo dục chuyên nghiệp về công nghệ trong các lĩnh vực khác nhau (sinh học / khoa học nhân văn / khoa học chính xác).
Viện Giáo dục, Khoa học và Công nghệ Liên bang Bahia là một tổ chức liên bang, công cộng, chịu sự chỉ đạo trực tiếp từ Bộ Giáo dục Brazil.